# Hesycha microphthalma
Hesycha microphthalma är en skalbaggsart som beskrevs av Martins och Maria Helena M. Galileo 1990. Hesycha microphthalma ingår i släktet Hesycha och familjen långhorningar. Inga underarter finns listade i Catalogue of Life.